# モンテカルヴォ・イン・フォーリア
モンテカルヴォ・イン・フォーリア（伊: Montecalvo in Foglia）は、イタリア共和国マルケ州ペーザロ・エ・ウルビーノ県にある、人口約2,700人の基礎自治体（コムーネ）。

## 地理

### 位置・広がり
ペーザロ・エ・ウルビーノ県のコムーネ。ウルビーノから北へ9km、ペーザロから西南西へ25kmの距離にある。

#### 隣接コムーネ
隣接するコムーネは以下の通り。括弧内のRNはリミニ県所属を示す。
- モンダイーノ (RN)
- タヴッリア
- ウルビーノ
- ヴァッレフォリア

### 気候分類・地震分類
モンテカルヴォ・イン・フォーリアにおけるイタリアの気候分類 (it) および度日は、zona E, 2351 GGである。
また、イタリアの地震リスク階級 (it) では、zona 2 (sismicità media) に分類される。

## 行政

### 分離集落
モンテカルヴォ・イン・フォーリアには、以下の分離集落（フラツィオーネ）がある。
- Borgo Massano, Ca' Gallo, San Giorgio